# Kamil Masztak
Kamil Masztak (ur. 16 lipca 1984) – polski lekkoatleta specjalizujący się w biegach sprinterskich, a także bobsleista.
Karierę sportową zaczynał w 2001 jako zawodnik Juvenii Białystok. W 2005 przeniósł się do Poznania, gdzie podjął studia na tamtejszej Akademii Wychowania Fizycznego im. Eugeniusza Piaseckiego oraz zaczął reprezentować miejscowy AZS-AWF. Od 2009 broni barw Grunwaldu Poznań. Sprinter jest żołnierzem zawodowym w 31. Bazie Lotnictwa Taktycznego w Poznaniu.

## Życiorys

### Lekkoatletyka
W 2002 w Belgradzie sztafeta klubowa 4 x 400 m, w której składzie znalazł się Kamil Masztak zajęła 2. miejsce w klubowym pucharze Europy juniorów. Podczas młodzieżowych mistrzostw Europy w 2005 indywidualnie dotarł do półfinału w biegu na 200 m, a wraz ze sztafetą 4 x 100 m zajął 5. miejsce w finale. W czerwcu 2006 sięgnął po trzy złote medale międzynarodowych mistrzostw Izraela (w biegu na 100 i 200 m oraz w sztafecie). Znalazł się, jako członek sztafety 4 x 100 m, w składzie reprezentacji Polski na mistrzostwa świata w Osace (2007) oraz na igrzyska olimpijskie w Pekinie (2008) jednak w obu przypadkach nie wystąpił w zawodach. W 2009 był członkiem zwycięskiej sztafety 4 x 400 m podczas halowego pucharu świata wojskowych oraz zdobył srebrne medale w sztafecie 4 x 100 m podczas mistrzostw świata wojska oraz uniwersjady. W 2011 zdobył srebrny medal w sztafecie 4 x 100 metrów podczas światowych igrzysk wojskowych w Rio de Janeiro. Dwa tygodnie później znalazł się w składzie reprezentacji Polski na Mistrzostwa Świata w Taegu, jako członek sztafety 4 x 100 metrów, jednak nie wystąpił w zawodach. W 2012 r. został powołany do reprezentacji na Mistrzostwa Europy w Helsinkach do sztafety 4x100m, jednak nie wystąpił w zawodach. W sztafecie 4 x 100 metrów wystąpił natomiast na Letnich Igrzyskach Olimpijskich w Londynie, gdzie razem z Dariuszem Kuciem, Robertem Kubaczykiem i Kamilem Kryńskim pobił czasem 38,31 s. rekord Polski. Był to 9. wynik eliminacji, wobec czego nie dał awansu do finału Igrzysk.
Reprezentant Polski w pucharze Europy oraz drużynowych mistrzostwach Europy. 
Zdobył dotychczas dwa indywidualne medale mistrzostw Polski seniorów – w 2010 był 2. w biegu na 200 m podczas zawodów w Bielsku-Białej, a rok później zdobył brąz podczas mistrzostw kraju w Bydgoszczy w biegu na 100 metrów. Siedem razy stawał na podium halowych mistrzostw kraju zdobywając w biegu na 200 m dwa srebra (Spała 2008 i Spała 2009) oraz trzy brązy (Spała 2007, Spała 2011 i Toruń 2015), a także dwa brązy w biegu na 60 metrów (Sopot 2014 oraz Toruń 2015). Ma na koncie 5 medali młodzieżowych mistrzostw Polski (dwa brązowe na 100 i 200 m oraz złoty w sztafecie 4 x 100 m wywalczone w 2005 w Krakowie oraz dwa złote medale na 100 i 200 m z 2006).

### Bobsleje
W październiku 2016 zaczął uprawiać bobsleje. W 2017 był rezerwowym polskiej reprezentacji na Mistrzostwa Świata FIBT 2017. W październiku 2017, startując w dwójce z Jakubem Zakrzewskim, zdobył brązowy medal bobslejowych mistrzostw Polski (rozegranych po raz pierwszy po 49 latach przerwy).

## Osiągnięcia (lekkoatletyka)
| Rok  | Impreza                                 | Miejsce        | Konkurencja        | Lokata      | Wynik   |
| ---- | --------------------------------------- | -------------- | ------------------ | ----------- | ------- |
| 2005 | Młodzieżowe mistrzostwa Europy          | Erfurt         | bieg na 200 m      | półfinał    | 21,14   |
| 2005 | Młodzieżowe mistrzostwa Europy          | Erfurt         | sztafeta 4 x 100 m | 5. miejsce  | 39,64   |
| 2008 | Superliga pucharu Europy                | Annecy         | sztafeta 4 x 100 m | 2. miejsce  | 38,61   |
| 2009 | Halowy puchar świata wojskowych         | Ateny          | bieg na 60 m       | 4. miejsce  | 6,83    |
| 2009 | Halowy puchar świata wojskowych         | Ateny          | sztafeta 4 x 400 m | 1. miejsce  | 3:14,18 |
| 2009 | Mistrzostwa świata wojskowych           | Sofia          | bieg na 200 m      | 4. miejsce  | 21,08   |
| 2009 | Mistrzostwa świata wojskowych           | Sofia          | sztafeta 4 x 100 m | 2. miejsce  | 40,28   |
| 2009 | Superliga drużynowych mistrzostw Europy | Leiria         | bieg na 200 m      | 10. miejsce | 21,14   |
| 2009 | Superliga drużynowych mistrzostw Europy | Leiria         | sztafeta 4 x 100 m | 5. miejsce  | 39,11   |
| 2009 | Uniwersjada                             | Belgrad        | bieg na 200 m      | półfinał    | 21,12   |
| 2009 | Uniwersjada                             | Belgrad        | sztafeta 4 x 100 m | 2. miejsce  | 39,33   |
| 2010 | Superliga drużynowych mistrzostw Europy | Bergen         | sztafeta 4 x 100 m | 4. miejsce  | 39,09   |
| 2011 | Światowe igrzyska wojskowych            | Rio de Janeiro | sztafeta 4 x 100 m | 2. miejsce  | 39,63   |
| 2012 | Igrzyska Olimpijskie                    | Londyn         | sztafeta 4 x 100 m | 9. miejsce  | 38,31   |
| 2014 | Superliga drużynowych mistrzostw Europy | Brunszwik      | sztafeta 4 x 100 m | 5. miejsce  | 39,15   |
| 2014 | Mistrzostwa Europy                      | Zurych         | sztafeta 4 x 100 m | 6. miejsce  | 38,75   |
| 2015 | Światowe wojskowe igrzyska sportowe     | Mungyeong      | bieg na 200 m      | półfinał    | 21,11   |
| 2015 | Światowe wojskowe igrzyska sportowe     | Mungyeong      | sztafeta 4 × 100 m | 1. miejsce  | 39,35   |

## Rekordy życiowe (lekkoatletyka)
| Konkurencja               | Rezultat     | Data                         | Miejsce                                         |
| ------------------------- | ------------ | ---------------------------- | ----------------------------------------------- |
| Bieg na 100 metrów        | 10,21w 10,38 | 10 czerwca 2007 4 lipca 2008 | Bydgoszcz (+2,1 m/s) Szczecin                   |
| Bieg na 200 metrów        | 20,82        | 14 czerwca 2015              | Bydgoszcz                                       |
| Bieg na 60 metrów (hala)  | 6,68         | 17 lutego 2015               | Łódź                                            |
| Bieg na 200 metrów (hala) | 21,14        | 26 lutego 2008               | Aubière, 10. wynik w historii polskiego sprintu |
| Sztafeta 4 x 100 metrów   | 38,31        | 10 sierpnia 2012             | Londyn, rekord Polski                           |